# Sabine de Bethune
Pour les articles homonymes, voir Bethune.
Pour les autres membres de la famille, voir Famille de Béthune (Belgique).
La baronne Sabine de Bethune, née le 16 juillet 1958 à Léopoldville (aujourd'hui Kinshasa), est une avocate et femme politique belge flamande, membre du CD&V. Elle est présidente du Sénat de Belgique du 11 octobre 2011 au 14 octobre 2014.

## Biographie

Blason

La baronne Sabine de Bethune est la fille d'Emmanuel de Bethune et la petite-fille de Karel Van Cauwelaert de Wyels.
Licenciée en droit de l'université catholique de Louvain (KUL), elle exerce comme avocate à Courtrai de 1983 à 1988. Elle travaille au cabinet du ministre Paul Deprez de 1985 à 1987, puis, jusqu'en 1995, à celui de Miet Smet, secrétaire d'État fédérale pour l'Environnement et l'Émancipation sociale, puis ministre du Travail à partir de 1992.
Du 21 mai 1995 à octobre 2014, elle est sénatrice élue directement par le collège électoral néerlandais.
Pendant ses mandats, elle est successivement vice-présidente du Sénat de 1999 à 2003, présidente du groupe CD&V de 2003 à 2011, enfin présidente du Sénat d'octobre 2011 à octobre 2014. Lors des élections régionales du 25 mai 2014, elle est élue députée au Parlement flamand, avant d'être désignée par celui-ci sénatrice de communauté à partir d'octobre 2014.

## Décoration
- Grand officier de l'ordre de Léopold

Elle est promue chevalier de l'ordre de Léopold le 11 mai 2003, puis officier le 6 juin 2010, et enfin grand-officier le 21 mai 2014.